# Suèvres
Suèvres é uma comuna francesa na região administrativa do Centro, no departamento Loir-et-Cher. Estende-se por uma área de 36,76 km². Em 2010 a comuna tinha 1 678 habitantes (densidade: 45,6 hab./km²).